# Sekcje skoków do wody w Polsce
Sekcje skoków do wody w Polsce – istnieją tylko w 4 miastach: Częstochowie, Katowicach, Warszawie, Rzeszowie. Skoki do wody są bardzo trudną dyscypliną sportową. Aby ją uprawiać potrzebny jest basen pływacki o głębokości minimum 4 m. Podstawowe wyposażenie basenu do skoków do wody to trampoliny o wysokościach 1m i 3m oraz wieże o wysokościach: 5- 7,5- oraz 10 metrów.
Obecnie sekcje skoków do wody prowadzą następujące polskie kluby:
- ZKS Stal Rzeszów
- COSW Częstochowa
- MKS Pałac Młodzieży Warszawa
- UKS Auerbach Tychy
- MKS Pałac Młodzieży Katowice
- SMS EFEKT Częstochowa
- KS Warta Poznań[1]
- AZS Politechnika Łódzka